# Club Atlético de Madrid 1972-1973
Questa voce raccoglie le informazioni riguardanti il Club Atlético de Madrid nelle competizioni ufficiali della stagione 1972-1973.

## Stagione
Nella stagione 1972-1973 i Colchoneros, allenati dall'austriaco Max Merkel, vinsero il loro 7º titolo. In Coppa del Generalísimo l'Atlético Madrid venne eliminato al quinto turno dall'Español. In Coppa delle Coppe, i Rojiblancos persero agli ottavi di finale contro i russi dello Spartak Mosca.

## Rosa
| N. |                      | Ruolo | Calciatore                |
| -- | -------------------- | ----- | ------------------------- |
| -  | Spagna (bandiera)    | P     | José Pacheco              |
| -  | Spagna (bandiera)    | P     | Rodri                     |
| -  | Argentina (bandiera) | D     | Iselín Ovejero            |
| -  | Spagna (bandiera)    | D     | José Luis Capón           |
| -  | Spagna (bandiera)    | D     | Francisco Melo            |
| -  | Spagna (bandiera)    | D     | Enrique Vicente Hernández |
| -  | Spagna (bandiera)    | D     | Julio Iglesias Santamaría |
| -  | Spagna (bandiera)    | D     | Jesús Martínez Jayo       |
| -  | Spagna (bandiera)    | D     | Eusebio Bejarano          |
| -  | Spagna (bandiera)    | C     | Adelardo                  |

| N. |                     | Ruolo | Calciatore        |
| -- | ------------------- | ----- | ----------------- |
| -  | Paraguay (bandiera) | C     | Domingo Benegas   |
| -  | Spagna (bandiera)   | C     | Alberto Fernández |
| -  | Spagna (bandiera)   | C     | Ignacio Salcedo   |
| -  | Spagna (bandiera)   | C     | Eugenio Leal      |
| -  | Spagna (bandiera)   | A     | Javier Irureta    |
| -  | Spagna (bandiera)   | A     | Luis Aragonés     |
| -  | Spagna (bandiera)   | A     | José Gárate       |
| -  | Brasile (bandiera)  | A     | Heraldo Bezerra   |
| -  | Spagna (bandiera)   | A     | José Ufarte       |
| -  | Spagna (bandiera)   | A     | Pataco            |

## Risultati

### Primera División

#### Girone d'andata
| Arbitro: | Emilio Carlos Guruceta Muro |

|              |           |                           |
| Aragonés 18’ | Marcatori | 42’, 62’ Quino 71’ Adorno |

| Arbitro: | Ángel Franco Martínez |

|  |           |                        |
|  | Marcatori | 26’ Gárate 46’ Ovejero |

| Arbitro: | Mariano Medina Iglesias |

|                             |           |              |
| Mellado 26’ (aut.) Leal 31’ | Marcatori | 36’ Del Pozo |

| Arbitro: | José Segrelles Del Pilar |

|  |           |            |
|  | Marcatori | 33’ Ufarte |

| Madrid 1º ottobre 1972 5ª giornata | Atlético Madrid         | 0 – 0 referto | Español | Vicente Calderón\| Arbitro: \| José Navarrete Antiñolo \| |
| Arbitro:                           | José Navarrete Antiñolo |               |         |                                                           |

| Arbitro: | Emilio Carreño Arquimbau |

|         |           |  |
| Rojo 8’ | Marcatori |  |

| Arbitro: | Diego Balaguer García |

|                                 |           |               |
| Esnaola 43’ (aut.) Aragonés 63’ | Marcatori | 28’ Oyarzabal |

| Arbitro: | Fernando Orellana Álvarez |

|  |           |              |
|  | Marcatori | 83’ Aragonés |

| Arbitro: | José Navarrete Antiñolo |

|                                               |           |                      |
| Salcedo 9’, 26’ Irureta 20’, 72’ Aragonés 29’ | Marcatori | 90’ (rig.) Domínguez |

| Arbitro: | Ricardo Canera Coscolín |

|                   |           |              |
| Clarés 77’ (rig.) | Marcatori | 32’ Aragonés |

| Arbitro: | Antonio Rigo Sureda |

|  |           |           |
|  | Marcatori | 22’ Quini |

| Arbitro: | Diego Balaguer García |

|                            |           |                  |
| Germán 61’ (rig.) Páez 78’ | Marcatori | 5’, 28’ Aragonés |

| Arbitro: | Antonio Sánchez Ríos |

|  |           |             |
|  | Marcatori | 31’ Benegas |

| Arbitro: | Pelayo Serrano Sancristóbal |

|                        |           |  |
| Gárate 23’ Becerra 54’ | Marcatori |  |

| Arbitro: | Adolfo Bueno Perales |

|  |           |             |
|  | Marcatori | 79’ Becerra |

| Arbitro: | Antonio Rigo Sureda |

|                        |           |  |
| Gárate 23’ Becerra 54’ | Marcatori |  |

| Arbitro: | Antonio Sánchez Ríos |

|             |           |             |
| Loureda 74’ | Marcatori | 15’ Irureta |

#### Girone di ritorno
| Arbitro: | Emilio Carlos Guruceta Muro |

|              |           |                        |
| Pellicer 61’ | Marcatori | 43’ Gárate 53’ Becerra |

| Arbitro: | Juan María Sáiz Elizondo |

|                          |           |              |
| Aragonés 24’ Ovejero 29’ | Marcatori | 53’ Marianín |

| Arbitro: | Alberto Martín Álvarez |

|                     |           |  |
| González 55’ (rig.) | Marcatori |  |

| Arbitro: | Sánchez Ibáñez |

|             |           |                            |
| Becerra 67’ | Marcatori | 57’ Santillana 87’ Amancio |

| Arbitro: | Juan María Sáiz Elizondo |

|                         |           |              |
| Amiano 63’ Martínez 87’ | Marcatori | 74’ Aragonés |

| Arbitro: | Emilio Carlos Guruceta Muro |

|                               |           |            |
| Astrain 7’ (aut.) Becerra 13’ | Marcatori | 61’ Viteri |

| Arbitro: | Emilio Carreño Arquimbau |

|  |           |             |
|  | Marcatori | 87’ Irureta |

| Arbitro: | Vicente Forés Bachero |

|              |           |              |
| Adelardo 16’ | Marcatori | 36’ Vilanova |

| Arbitro: | Ricardo Canera Coscolín |

|  |           |            |
|  | Marcatori | 18’ Gárate |

| Arbitro: | Antonio Tomeo Palanques |

|                     |           |  |
| Aragonés 56’ (rig.) | Marcatori |  |

| Arbitro: | Antonio Sánchez Ríos |

|                         |           |                               |
| Churruca 42’ Megido 50’ | Marcatori | 60’ Salcedo 78’, 88’ Aragonés |

| Arbitro: | Fernando Orellana Álvarez |

|                         |           |               |
| Irureta 39’ Alberto 53’ | Marcatori | 10’ Pepe Juan |

| Arbitro: | Andrés Molina Segovia |

|                                           |           |                         |
| Becerra 20’ Irureta 63’, 66’ Adelardo 71’ | Marcatori | 7’ Requejo 88’ Burguete |

| Barcellona 28 aprile 1973 31ª giornata | Barcellona               | 0 – 0 referto | Atlético Madrid | Camp Nou\| Arbitro: \| Emilio Carreño Arquimbau \| |
| Arbitro:                               | Emilio Carreño Arquimbau |               |                 |                                                    |

| Arbitro: | Jaime Oliva Fortuny |

|                   |           |            |
| Aragonés 65’, 85’ | Marcatori | 47’ Chirri |

| Arbitro: | Luis Medina Díaz |

|          |           |              |
| Rico 72’ | Marcatori | 45’ Aragonés |

| Arbitro: | Jaime Oliva Fortuny |

|                                      |           |            |
| Aragonés 29’ Adelardo 63’ Gárate 65’ | Marcatori | 47’ Prieto |

### Coppa del Generalísimo
| Arbitro: | José Navarrete Antiñolo |

|             |           |  |
| Irureta 70’ | Marcatori |  |

| Arbitro: | Antonio Sánchez Ríos |

|                           |           |  |
| Martínez 53’ De Diego 70’ | Marcatori |  |

### Coppa delle Coppe
| Ajaccio 14 settembre 1972 Sedicesimi di finale - Andata | Bastia | 0 – 0 referto | Atlético Madrid | François Coty\| Arbitro: \| Schaut \| |
| Arbitro:                                                | Schaut |               |                 |                                       |

| Arbitro: | Gonella |

|                          |           |           |
| Salcedo 33’ Aragonés 59’ | Marcatori | 20’ Félix |

| Arbitro: | Glockner |

|                                             |           |                                  |
| Aragonés 79’ (rig.) Ovejero 86’ Bezerra 90’ | Marcatori | 42’, 87’ Redin 59’, 77’ Bulgakov |

| Arbitro: | Linemayr |

|               |           |                  |
| Chusainvo 59’ | Marcatori | 11’, 55’ Salcedo |

## Statistiche

### Statistiche di squadra
| Competizione           | Punti | Totale | Totale | Totale | Totale | Totale | Totale | DR  |
| Competizione           | Punti | G      | V      | N      | P      | Gf     | Gs     | DR  |
| ---------------------- | ----- | ------ | ------ | ------ | ------ | ------ | ------ | --- |
| Primera División       | 48    | 34     | 20     | 8      | 6      | 49     | 29     | +20 |
| Coppa del Generalísimo | -     | 2      | 1      | 0      | 1      | 1      | 2      | -1  |
| Coppa delle Coppe      | -     | 4      | 2      | 1      | 1      | 7      | 6      | +1  |
| Totale                 | 48    | 40     | 23     | 9      | 8      | 57     | 37     | +20 |